# Antoninek (powiat poznański)
Antoninek – osada w Polsce położona w województwie wielkopolskim, w powiecie poznańskim, w gminie Stęszew.
W latach 1975–1998 miejscowość administracyjnie należała do województwa poznańskiego.